# The Flying Club Cup
The Flying Club Cup é o segundo álbum de estúdio da banda Beirut.
Foi pré-lançado em 4 de setembro de 2007 no iTunes, sendo oficialmente lançado pela 4AD Records em 9 de outubro do mesmo ano. O álbum vazou na Internet em 26 de agosto de 2007. O álbum traz arranjos musicais de violão feitos por Owen Pallett, melhor conhecido por seu nome artístico "Final Fantasy", e masterizado por Griffin Rodriguez.

## Faixas
Todas as faixas escritas e compostas por Zach Condon, exceto onde denotado. 
| N.º            | Título                             | Compositor(es)                | Duração |  |
| 1.             | "A Call to Arms"                   |                               | 0:18    |  |
| 2.             | "Nantes"                           |                               | 3:50    |  |
| 3.             | "A Sunday Smile"                   |                               | 3:35    |  |
| 4.             | "Guyamas Sonora"                   |                               | 3:31    |  |
| 5.             | "La Banlieue"                      |                               | 1:57    |  |
| 6.             | "Cliquot"                          | Zach Condon, Owen Pallett     | 3:51    |  |
| 7.             | "The Penalty"                      |                               | 2:22    |  |
| 8.             | "Forks and Knives (La Fête)"       |                               | 3:33    |  |
| 9.             | "In the Mausoleum"                 |                               | 3:10    |  |
| 10.            | "Un Dernier Verre (Pour la Route)" | Zach Condon, Kendrick Strauch | 2:51    |  |
| 11.            | "Cherbourg"                        |                               | 3:33    |  |
| 12.            | "St. Apollonia"                    |                               | 2:58    |  |
| 13.            | "The Flying Club Cup"              |                               | 3:05    |  |
| Duração total: | Duração total:                     | Duração total:                | 38:35   |  |